# 프라임 (로켓)

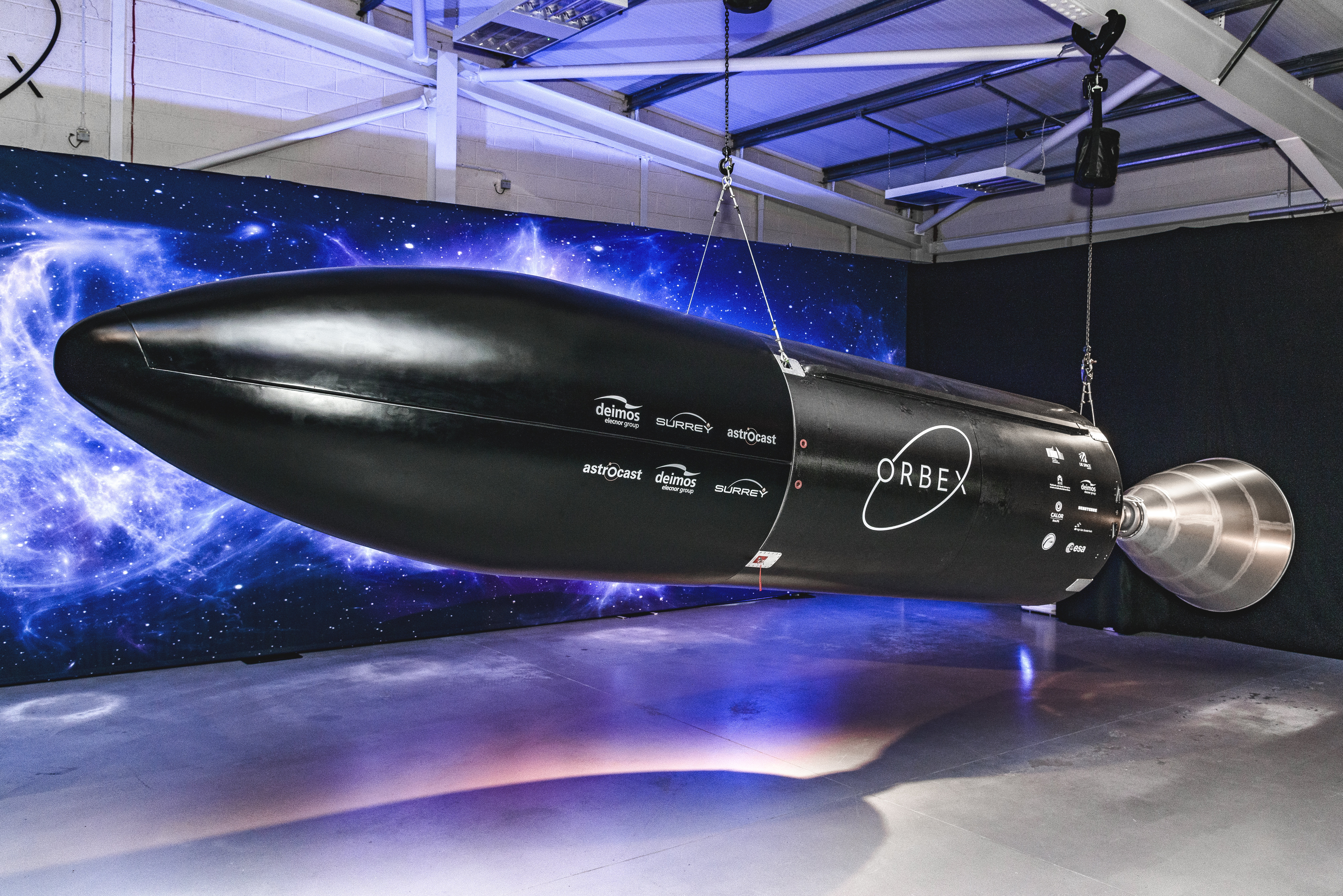
프라임 로켓 2단

프라임(Prime)은 영국의 민간 로켓 개발회사 오벡스가 개발중인 2단 액체연료 우주로켓이다.

## 역사
2015년 스코틀랜드 포레스에 오벡스사를 설립했다. 2018년 현재 직원수는 15명이다. 점차 150명으로 늘릴 계획이다.
프라임은 바이오 LPG를 연료로, 액체산소를 산화제로 한 2단 로켓이다. 100-220 kg 인공위성을 발사할 수 있다. 길이 19 m, 직경 1.3 m, 무게 18 톤이다. 1단 로켓은 여러번 발사할 수 있도록 수거할 것이다.
엔진은 일체의 용접이나 리벳 조립 없이 SLM 800 3D 프린터로 만들었다. 2019년 현재 세계에서 가장 큰 3D 프린터로 제작한 로켓 엔진이다.